# 플립 점프
플립 점프(대개 플립)는 발가락 뒤쪽 끝부분에서 도약하는 피겨 스케이팅 점프이다.

## 플립 기술
스케이트 선수는 바로 다시 바깥쪽 가장자리에 착지하기 전에 공중에서 하나이상의 회전을 실시한다.

## 플립의 역사
플립 점프의 기원은 모호하지만 1913년을 기원으로 볼 수 있다. 1950년대에 데이비드 젠킨스가 한 점프는 플립 점프였을 수도 있다. 도날드 잭슨은 1961년 북미 피겨 스케이팅 선수권 대회에서 그 점프를 실시했다고 한다.